# Rô Men
Rô Men là một xã thuộc huyện Đam Rông, tỉnh Lâm Đồng, Việt Nam.

## Địa lý
Xã Rô Men có diện tích 128,62 km², dân số năm 2022 là 8.661 người, mật độ dân số đạt 67 người/km².

## Lịch sử
Ngày 24 tháng 10 năm 1987, Hội đồng Bộ trưởng ban hành Quyết định số 157-HĐBT về việc:
- Thành lập xã Rô Men thuộc huyện Đức Trọng trên cơ sở vùng kinh tế mới.
- Chuyển xã Rô Men thuộc huyện Đức Trọng về huyện Lâm Hà mới thành lập quản lý.

Ngày 17 tháng 11 năm 2004, Chính phủ ban hành Nghị định số 189/2004/NĐ-CP về việc:
- Thành lập xã Đạ Rsal trên cơ sở 706 ha diện tích tự nhiên của xã Rô Men.
- Chuyển xã Rô Men thuộc huyện Lâm Hà về huyện Đam Rông mới thành lập quản lý.

Sau khi điều chỉnh địa giới hành chính, xã Rô Men còn lại 12.564 ha diện tích tự nhiên và 3.294 nhân khẩu.